# 石橋渡
石橋 渡（いしばし わたる、1974年10月25日 - 2014年2月16日）は、日本の作曲家。2014年2月に急逝。享年39歳。

## 来歴
1999年にゲーム会社の日本ファルコムへ入社。『英雄伝説 空の軌跡』『イースVI ナピシュテムの匣』などの作曲に携わる。
日本ファルコムを退職後は、細江慎治が社長を務める楽曲・メディア制作会社スーパースィープを経て、同人サークル「サイドプロテア」で活動していた。

## 携わった作品

### ゲーム音楽
- 日本ファルコム株式会社
  - 英雄伝説V 海の檻歌（1999年）
  - ツヴァイ!!（2001年）
  - VM JAPAN（2002年）
  - イースVI ナピシュテムの匣（2003年）
  - 英雄伝説 空の軌跡FC（2004年）
  - ぐるみん（2004年）
  - ザナドゥ・ネクスト（2005年）
  - 英雄伝説 空の軌跡SC（2006年）
- 株式会社スーパースィープ
  - 超ドラゴンボールZ（2005年·楽曲制作）[1]
  - BLOOD+ 双翼のバトル輪舞曲（2006年·楽曲制作）[2]
- その他
  - アーケードゲーム『太鼓の達人』楽曲提供（「みらゐ」名義）
    - 「友情ぽっぷ」
    - 「Dream Tide -夢の潮流-」
    - 「Mulberry」
    - 「白猫きゃらめる夢幻のわたあめ」
    - 「駄々っ子モンスター」
    - 「想いを手に願いを込めて」
    - 「リバイバー」
    - 「ファミレスウォーズ」
    - 「魔法の喫茶店」

  - PCゲーム楽曲提供（「みらゐ」名義）
    - 「至高師団」

  - MSX情報誌『徳間書店インターメディア　MSX･FANスーパー付録ディスク』楽曲提供（「みそねこ」名義）
    - 「らったった」（1992年9月情報号 No.12）
    - 「タコ＆イカ SUPER」（1992年12月情報号 No.15）
    - 「ぼす曲」（1993年3月情報号 No.18）
    - 「沃化理想郷」（1993年4-5月情報号 No.19）
    - 「未来回想」（1993年6-7月情報号 No.20）

### 同人アルバム
- 「絆」（1998年）
- 「REAL SEASON」（1999年）
- 「White Wind -Real Season 2-」（2000年）
- 「EarthLike」（2001年）
- 「ぱんださんようちえん」（2002年）
- 「parhelia」（2003年）[3]
- 「未来のエネルギー」（2004年）
- 「きりんさん女子大生」（2008年）
- 「夜明けのトロア滲む」（2012年）
- 「コルドルアの異系*ColdolR」（2012年）